# Marele Buddha din Leshan

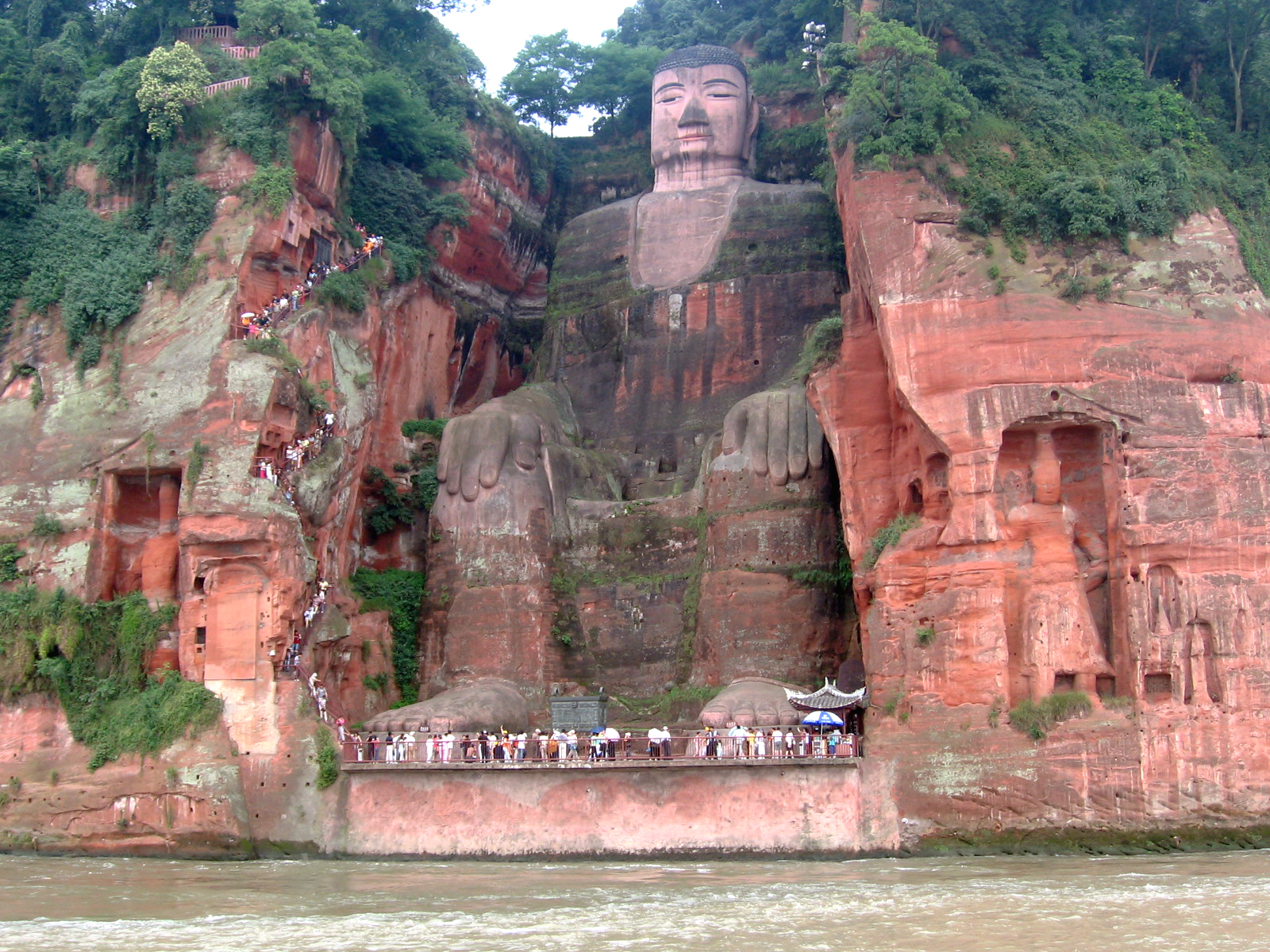
Marele Buddha din Leshan, văzut din față.

Marele Buddha din Leshan (chineză: 樂山大佛 / 乐山大佛 Lèshān Dàfó) este cea mai mare statuie de piatră în lume a lui Buddha. El a fost cioplit în stâncă de gresie în timpul dinastiei Tang (618–907) la locul de confluență a râurilor Min Jiang, Dadu He și Qingyi în provincia Sichuan din China. Statuia zeului are privirea îndreptată spre muntele Emei Shan, iar picioarele lui se află pe malul fluviului. În 1982 statuia a fost declarată monument național chinez iar în 1996 a fost declarat patrimoniu mondial UNESCO.

## Istoric
Construcția statuii a fost începută în anul 713 de călugări sub conducerea lui Haitong, care spera că prezența sfântă a lui Buddha va liniști apele periculoase ale fluviului. Legenda spune că din evlavie călugărul și-ar fi scos ochii, atunci când un funcționar de stat a dorit să acapareze banii colectați pentru construcția statuii. După 90 de ani discipolii săi au terminat construcția statuii, care are o mărime gigantică. Probabil cantitatea mare de pietre provenite de la construcția statuii și care au căzut în apă, au contribuit la liniștirea apelor fluviului.

## Dimensiunea statuii
Statuia are 71 m înălțime și îl înfățișează pe Maitreya (Buddha al viitorului) șezând, mâinile i se află așezate pe genunchi. Spatele statuii are o lățime de 28 m, pe unghia mâinii are loc fără probleme o persoană așezată.

## Galerie de imagini

Marele Buddha văzut de pe fluviu
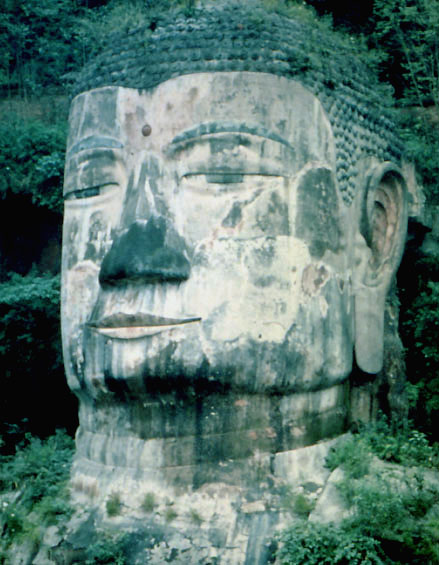
Capul lui Buddha
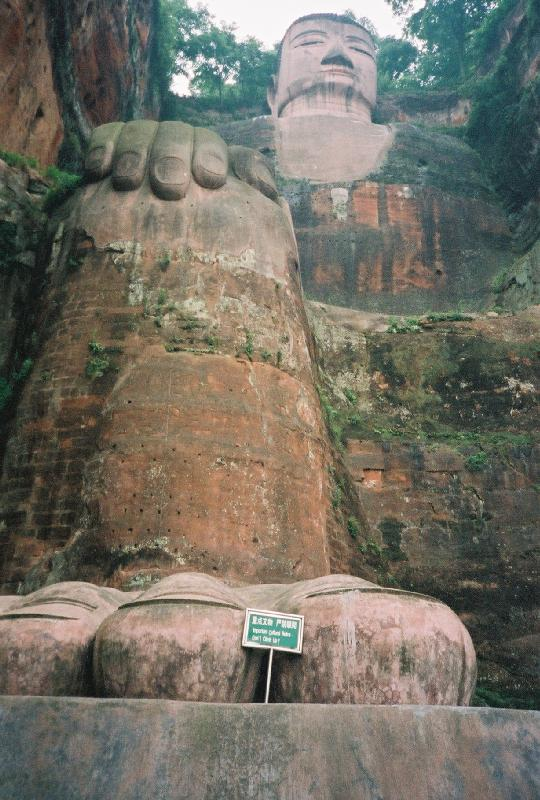
Marele Buddha văzut de pe mal